# Петер Гансен (офіцер СС)
Петер Адольф Цезар Гансен (нім. Peter Adolf Caeser Hansen; 30 листопада 1896, Сантьяго, Чилі — 23 травня 1967, Фірзен, ФРН) — німецький офіцер, бригадефюрер СС і генерал-майор військ СС.

## Біографія

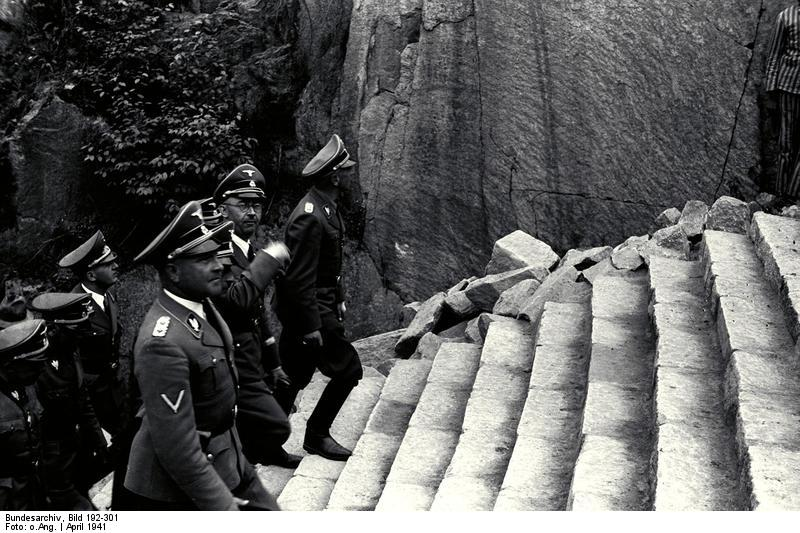
Оберфюрер СС Гансен (на передньому плані) в концтаборі Маутгаузен.

Учасник Першої світової війни. Після закінчення війни демобілізований. У квітні 1933 року вступив в НСДАП (квиток №2 860 864) і СС (квиток №129 846). 15 серпня 1933 року вдруге вступив в армію, командир батареї. У 1939 році був командиром 2-го дивізіону 50-го артилерійського полку. 1 червня 1939 року переведений в частини посилення СС. З 25 лютого по травень 1943 року керував формуванням і був першим командиром латиської добровольчої дивізії СС (з жовтня 1943 року — 15-а латиська добровольча дивізія СС). З 2 жовтня 1943 по 1 травня 1944 року — командир італійської допоміжної поліції, яка у вересні. 1944 року була розгорнута в гренадерську бригаду військ СС (італійську № 1; пізніше вона була перетворена в 29-у гренадерську дивізію військ СС). З 1 липня по 22 серпня 1944 року — командир артилерії 3-го (німецького) танкового корпусу СС. У вересні-жовтні 1944 року знову командував італійською гренадерською бригадою військ СС. У листопаді 1944 року призначений командиром артилерії 1-го танкового корпусу СС. 5 лютого 1945 року очолив штаб 18-го армійського корпусу СС і залишався на цій посаді до кінця війни.

## Звання
- Фанен-юнкер (1 вересня 1914)
- Фанен-юнкер-унтер-офіцер (січень 1915)
- Фенріх (1915)
- Оберлейтенант (1920)
- Анвертер СС (18 січня 1934)
- Шарфюрер СС (24 лютого 1934)
- Обершарфюрер СС (20 квітня 1934)
- Обертруппфюрер СС (10 липня 1934)
- Унтерштурмфюрер СС (30 січня 1934)
- Гауптман (15 серпня 1935)
- Майор (1 січня 1939)
- Оберштурмбаннфюрер СС (1 червня 1939)
- Штандартенфюрер СС (19 жовтня 1939)
- Оберфюрер СС (13 грудня 1940)
- Бригадефюрер СС і генерал-майор військ СС (30 січня 1942)

## Нагороди
- Залізний хрест 2-го і 1-го класу
- Орден Заслуг (Саксонія), лицарський хрест 2-го класу з мечами
- Орден Альберта (Саксонія), лицарський хрест 2-го класу з мечами
- Хрест «За військові заслуги» (Австро-Угорщина) 3-го класу з військовою відзнакою і мечами
- Нагрудний знак «За поранення» в чорному
- Цивільний знак СС (№15 235)
- Почесний кут старих бійців
- Почесний хрест ветерана війни з мечами
- Пам'ятна військова медаль (Угорщина) з мечами
- Пам'ятна військова медаль (Австрія) з мечами
- Йольський свічник
- Почесний кинджал СС
- Почесна шпага рейхсфюрера СС
- Кільце «Мертва голова»
- Німецький кінний знак в сріблі
- Медаль «За вислугу років у Вермахті» 4-го і 3-го класу (12 років)
- Медаль «У пам'ять 13 березня 1938 року»
- Медаль «У пам'ять 1 жовтня 1938» із застібкою «Празький град»
- Застібка до Залізного хреста 2-го і 1-го класу
- Хрест Воєнних заслуг 2-го і 1-го класу з мечами
- Нагрудний знак «За участь у загальних штурмових атаках»
- Штурмовий піхотний знак в сріблі
- Орден Хреста Свободи 1-го класу з мечами (Фінляндія; 29 вересня 1942)